# Rio Capivari (vattendrag i Brasilien, Santa Catarina, lat -28,47, long -48,98)
Rio Capivari är ett vattendrag i Brasilien.   Det ligger i delstaten Santa Catarina, i den södra delen av landet, 1 400 km söder om huvudstaden Brasília.
Omgivningarna runt Rio Capivari är en mosaik av jordbruksmark och naturlig växtlighet. Runt Rio Capivari är det tätbefolkat, med 276 invånare per kvadratkilometer.